# حرف سيريليك غي المقلوب
Ge أو G (Ґ ґ؛ مائل: Ґ ґ) هو حرف من حروف الأبجدية السيريلية. وهو جزء من الأبجدية الأوكرانية، وأبجدية بانونيا الروسية وأبجديتي الكاربات الروسية، وكذلك بعض المتغيرات من أبجدية أوروم والبيلاروسية (أي الإملاء الكلاسيكي البيلاروسي). في هذه اللغات يُطلق عليه عادةً اسم ge، بينما الحرف الذي يليه، ⟨Г г⟩، يُسمى he.
يعتمد شكل حرف هذا الحرف على شكل حرف الحرف ⟨Г г⟩، لكن أشكاله المكتوبة بخط اليد والأحرف الصغيرة المائلة لا تتبع التعديل المائل لـ ⟨г⟩: г.
إنه يمثل الانفجار الحلقي المدوَّن /ɡ/، مثل نطق ⟨g⟩ في "go".
الحرف ⟨ґ⟩ يُكتب عادةً بالحروف اللاتينية باستخدام الحرف اللاتيني g، أو أحيانًا ġ مع نقطة أو g̀ مع لهجة حادة.
في نظام الترميز الموحد لترميز النصوص، تُسمى الأحرف التي تمثل هذا الحرف بالحرف السيريلي الكبير GHE مع التحريك (نقطة الرمز U+0490) والحرف السيريلي الصغير GHE مع التحريك (U+0491)، بينما تُسمى الأحرف غير المعدلة التي تمثل الحرف ⟨г⟩ بالحرف السيريلي الكبير GHE والحرف السيريلي الصغير GHE (U+0413 وU+0433).

## الشكل

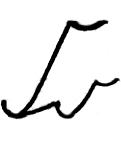
الشكل المتصل في الأوكرانية

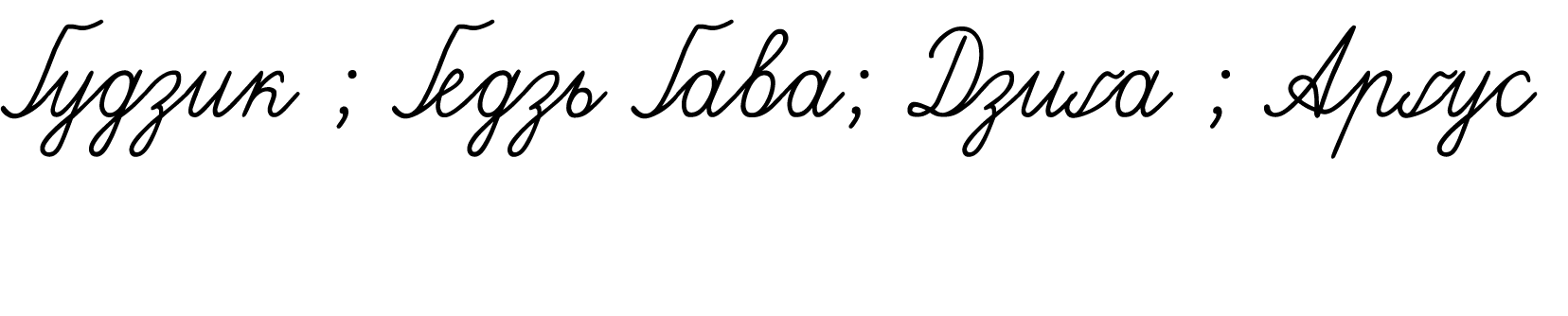
أمثلة على كلمات تستخدم الحرف Ґ في الكتابة المتصلة.

تبدو أشكال الحروف الكبيرة والصغيرة العادية (غير المتصلة) لهذا الحرف مشابهة للأشكال الكبيرة والصغيرة المقابلة العادية (غير المتصلة) لـГ، ولكن مع انحناء إضافي لأعلى. توضح الصورة على اليسار أشكال الحروف الكبيرة والصغيرة المكتوبة بخط اليد لهذا الحرف.

## التاريخ
يمثل الصوت انفجار حلقي مجهور [ɡ] في معظم الأبجديات السلافية بحرف ⟨Г⟩، المعروف باسم "ге" (ge). ولكن في الأوكرانية، وفي حوالي القرن الثالث عشر، تحول هذا الصوت إلى احتكاكي حلقي مجهور [ɣ] (باستثناء بعض المجموعات مثل "zg")، وفي القرن السادس عشر أصبح احتكاكي حنجري مجهور [ɦ]. على الرغم من ذلك، ظل الحرف ⟨Г⟩، المعروف باسم "هي" (he)، هو المستخدم لتمثيل هذا الصوت في الأوكرانية.
بعد ذلك بقرن، أُعيد إدخال الصوت [ɡ] إلى الأوكرانية من خلال الكلمات المستعارة من اللغات الغربية. ومنذ ذلك الحين، تمت الإشارة إليه بطرق كتابية متعددة.
في الأبجديات الأوكرانية والبيلاروسية القديمة، استُخدم الحرف اللاتيني ⟨g⟩ أو ثنائي الحروف السلافي ⟨كг⟩ (kh) لتمثيل صوت الحرف اللاتيني ⟨g⟩ في الكلمات المستعارة. وكان أول نص يستخدم الحرف ⟨ґ⟩ بشكل متسق هو إنجيل بيريسوبنيتسيا في القرن السادس عشر. كما استخدمه الطابع بيوتر مستيسلافيتس في طباعة الإنجيل الرباعي في القرن ذاته. لاحقًا، بدأ استخدام الحرف ⟨ґ⟩ بالاختفاء تدريجيًا من الأبجدية البيلاروسية.
من الناحية اللغوية، أُدخل الحرف ⟨ґ⟩ لأول مرة في الأبجدية السلافية عام 1619 من قبل ميليتيوس سموتريتسكي في كتابه "قواعد اللغة السلافية" (Грамматіки славєнскиѧ правилноє Сѵнтаґма). لاحقًا، أصبح الحرف جزءًا من الأبجدية الأوكرانية.
في عام 1933، أُلغي الحرف ⟨ґ⟩ رسميًا من الأبجدية الأوكرانية كجزء من الإصلاحات السوفيتية لتقريب اللغة الأوكرانية من الروسية، وتم دمج وظيفته مع الحرف ⟨г⟩، والذي يُنطق في الأوكرانية [ɦ]. ومع ذلك، واصل الأوكرانيون في غالسيا (التي كانت جزءًا من بولندا حتى 1939) وفي الشتات الأوكراني استخدام الحرف ⟨ґ⟩ وفقًا لأبجدية خاركيف 1928 (المعروفة بـ "سكريبنيكيفكا" نسبةً إلى ميكولا سكريبنيك). أُعيد تقديم الحرف في الإصلاحات اللغوية في عام 1990 خلال البيريسترويكا، قبل فترة وجيزة من إعلان استقلال أوكرانيا في عام 1991. وأظهرت دراسة في عام 2017 عودة الحرف ⟨ґ⟩ إلى الاستخدام النشط في اللغة القانونية الأوكرانية.
في البيلاروسية، بقي الصوت الأصلي انفجار حلقي مجهور موجودًا داخليًا في بعض المجموعات الحرفية مثل ⟨зг⟩، ⟨жг⟩، ⟨дзг⟩، و⟨джг⟩، ولكنه يختفي عند الحدود الصرفية كما في كلمة згадаць [zɣaˈdatsʲ], حيث يشير /z/ إلى بادئة. أما الكلمات المستعارة، مثل ганак [ˈɡanak], гузік [ˈɡuzʲik], وгандаль [ˈɡandalʲ], فإنها تحتوي على هذا الصوت. وفي القرن العشرين، دعا بعض اللغويين البيلاروسيين، مثل يان ستانكيفيتش، إلى إعادة استخدام الحرف ⟨ґ⟩ لتمثيل الصوت، ولكن لم يُتفق على ذلك بشكل رسمي، ولم يُعتمد الحرف في الأبجدية البيلاروسية القياسية إلا بصورة متقطعة. على سبيل المثال، شملت مجموعة قواعد إملائية بديلة نشرها فينتسوك فياتشوركا في 2005 الحرف ⟨ґ⟩ كخيار اختياري يمكن استبداله بـ ⟨г⟩.

## حروف ذات صلة ومحارف أخرى مشابهة
- Г г : الحرف السيريلي Ge (يميز ويسمى He في الأبجدية الأوكرانية والبيلاروسية)
- Γ γ : الحرف اليوناني غاما
- G g : الحرف اللاتيني G
- Ġ ġ : الحرف اللاتيني Ġ  [لغات أخرى]‏

## الاستخدام في اللغات السلافية

### اللغة البيلاروسية
الحرف ґ بجانب الحرف Г يُستخدم في ما يُعرف بـ"تاراشكيفيتسا" - الإملاء الكلاسيكي للغة البيلاروسية.
كانت هناك محاولات للتمييز في الكتابة بين الصوت /ɣ/ والصوت /g/ باستخدام الحرف Г والحرف Ґ. في اللغة البيلاروسية القديمة، أُضيفت علامة مميزة للحرف Г للإشارة إلى الصوت /ɣ/ بدلاً من /g/.
في عام 1895، قدم "أ. جيلسكي" علامة جديدة للصوت /ɣ/، وكانت تلك العلامة مختلفة عن الحرف Г. في عام 1911، استُخدم الحرف Ґ في عمل إثنوغرافي. كما اعتمدت قواعد اللغة البيلاروسية الأولى التي وضعها برانيسلاف تاراشكيفيتش الحرف Ґ للإشارة إلى الصوت /g/. ومع ذلك، أُلغي الحرف Ґ من الأبجدية البيلاروسية في عام 1933.

#### الإملاء الكلاسيكي البيلاروسي
§ 61. الحرف Ґ يُستخدم عند تبني أسماء علم أجنبية، مثل: Ґіём، Ґасконь.
في اللغة البيلاروسية الأدبية، يُستخدم الصوت /g/ في كلمات معينة، مثل: во[зґ]ры، ма[зґ’]і، ро[зґ’]і، وفي بعض الكلمات المستعارة: ганак، гузік، гарсэт.

### اللغة الأوكرانية
في الأوكرانية، يمثل الحرف Ґ ґ الصوت /g/.
عادةً ما يُرومَن الحرف Ґ على شكل G، بينما يُترجم الحرف Г كـh، والحرف Х كـkh أو ch. وفقاً لبعض المعايير الأوروبية، يتم تمثيل Ґ بـġ بنقطة أو g̀ بعلامة.
يعتبر Ґ من أندر الحروف في اللغة الأوكرانية، ويُستخدم في عدد محدود من الكلمات الأصلية والمستعارة. بعض الكلمات المستعارة قد تظل تُكتب باستخدام الحرف Г وتُنطق كـ /h/.

#### الإملاء الحالي
مصدر:
§ 6. الحرف Ґ
1. يُستخدم في الكلمات الأصلية والمستعارة: аґрус، ґава، ґазда، ґандж، ґанок، ґатунок، ґвалт، ґрати، ґрунт، ґудзик.
2. في أسماء العلم الأوكرانية: Ґорґани (سلسلة جبلية)، Ґоронда، Уґля (قرى في إقليم زاكارباتيا)، أسماء الأفراد مثل Ґалаґан، Ґжицький، Ґуда.
§ 122. الصوتان [g] و[h]
1. يُمثل الصوت /g/ باستخدام الحرف Г: аванґард، гва́рдія، генера́л.
2. الحرف Ґ يُستخدم للصوت /g/ في الكلمات المستعارة الطويلة: ґанок، ґатунок، ґрунт.
3. في أسماء العلم، يمكن تمثيل الصوت /g/ بالحرف Г أو Ґ حسب السياق: Вергілій، Ґарсія، Гегель، Ґеорг، Ґуллівер.

## رموز الحاسوب
| الحرف                  | Ґ                                         | Ґ                                         | ґ                                         | ґ                                         |
| ---------------------- | ----------------------------------------- | ----------------------------------------- | ----------------------------------------- | ----------------------------------------- |
| اسم اليونيكود          | الحرف السيريلي الكبير GHE مع انحناء لأعلى | الحرف السيريلي الكبير GHE مع انحناء لأعلى | الحرف السيريلي الصغير GHE مع انحناء لأعلى | الحرف السيريلي الصغير GHE مع انحناء لأعلى |
| الترميزات              | نظام العد العشري                          | نظام عد ستة عشري                          | نظام العد العشري                          | نظام عد ستة عشري                          |
| يونيكود                | 1168                                      | U+0490                                    | 1169                                      | U+0491                                    |
| صيغة التحويل الموحد-8  | 210 144                                   | D2 90                                     | 210 145                                   | D2 91                                     |
| مرجع أبجدي عددي        | &#1168;                                   | &#x490;                                   | &#1169;                                   | &#x491;                                   |
| KOI8-U                 | 189                                       | BD                                        | 173                                       | AD                                        |
| Windows-1251           | 165                                       | A5                                        | 180                                       | B4                                        |
| ترميز سيريليك ماكنتوش ‏ | 162                                       | A2                                        | 182                                       | B6                                        |